# Liste des résolutions du Conseil de sécurité des Nations unies adoptées en 2023
Les résolutions du Conseil de sécurité des Nations unies sont les décisions qui sont votées par le Conseil de sécurité des Nations unies.
Une telle résolution est acceptée si au moins neuf des quinze membres (depuis le 17 décembre 1963, 11 membres avant cette date) votent en sa faveur et si aucun des membres permanents qui sont la Chine, les États-Unis, la France, le Royaume-Uni et la Russie (l'Union soviétique avant 1991) n'émet de vote contre (qui est désigné couramment comme un veto).

## Résolutions 2672 à 2679
- Résolution 2672 : La situation au Moyen-Orient  (adoptée le 9 janvier 2023)
- Résolution 2673 : Lettres identiques datées du 19 janvier 2016, adressées au Secrétaire général et au Président du Conseil de sécurité par la Représentante permanente de la Colombie auprès de l’Organisation des Nations unies (S/2016/53)  (adoptée le 11 janvier 2023)
- Résolution 2674 : La situation à Chypre (UNFICYP) (adoptée le 30 janvier 2023)
- Résolution 2675 : La situation au Moyen-Orient (2140 Comité) (adoptée le 15 février 2023)
- Résolution 2676 : Rapports du Secrétaire général sur le Soudan et le Soudan du Sud  (adoptée le 8 mars 2023)
- Résolution 2677 : Rapports du Secrétaire général sur le Soudan et le Soudan du Sud (MANURSS)  (adoptée le 15 mars 2023)
- Résolution 2678 : La situation en Afghanistan (adoptée le 16 mars 2023)
- Résolution 2679 : La situation en Afghanistan (adoptée le 16 mars 2023)

## Résolutions 2680 à 2689
- Résolution 2680 : Non-prolifération/République populaire démocratique de Corée (adoptée le 23 mars 2023)
- Résolution 2681 : La situation en Afghanistan (adoptée le 27 avril 2023)
- Résolution 2682 : La situation concernant l’Iraq (MANUI) (adoptée le 30 mai 2023)
- Résolution 2683 : Rapports du Secrétaire général sur le Soudan et le Soudan du Sud (adoptée le 30 mai 2023)
- Résolution 2684 : La situation en Libye (adoptée le 2 juin 2023)
- Résolution 2685 : Rapports du Secrétaire général sur le Soudan et le Soudan du Sud (MINUATS) (adoptée le 2 juin 2023)
- Résolution 2686 : Maintien de la paix et de la sécurité internationales (adoptée le 14 juin 2023)
- Résolution 2687 : La situation en Somalie (ATMIS) (adoptée le 27 juin 2023)
- Résolution 2688 : La situation concernant la République démocratique du Congo (adoptée le 27 juin 2023)
- Résolution 2689 : La situation au Moyen-Orient (FNUOD) (adoptée le 29 juin 2023)

## Résolutions 2690 à 2699
- Résolution 2690 : La situation au Mali (MINUSMA) (adoptée le 30 juin 2023)
- Résolution 2691 : La situation au Moyen-Orient (MINUAAH) (adoptée le 10 juillet 2023)
- Résolution 2692 : La question concernant Haïti (BINUH) (adoptée le 14 juillet 2023)
- Résolution 2693 : La situation en République centrafricaine (adoptée le 27 juillet 2023)
- Résolution 2694 : Lettres identiques datées du 19 janvier 2016, adressées au Secrétaire général et au Président du Conseil de sécurité par la Représentante permanente de la Colombie auprès de l’Organisation des Nations unies (S/2016/53) (adoptée le 2 août 2023)
- Résolution 2695 : La situation au Moyen-Orient (FINUL) (adoptée le 31 août 2023)
- Résolution 2696 : La situation en Somalie (adoptée le 7 septembre 2023)
- Résolution 2697 : Menaces contre la paix et la sécurité internationales (UNITAD) (adoptée le 15 septembre 2023)
- Résolution 2698 : Maintien de la paix et de la sécurité internationales (adoptée le 29 septembre 2023)
- Résolution 2699 : La question concernant Haïti (MSS) (adoptée le 2 octobre 2023)

## Résolutions 2700 à 2709
- Résolution 2700 : La question concernant Haïti (Haïti sanctions) (adoptée le 19 octobre 2023)
- Résolution 2701 : La situation en Libye (Libye sanctions) (adoptée le 19 octobre 2023)
- Résolution 2702 : La situation en Libye (MANUL) (adoptée le 30 octobre 2023)
- Résolution 2703 : La situation concernant le Sahara occidental (MINURSO) (adoptée le 30 octobre 2023)
- Résolution 2704 : Lettres identiques datées du 19 janvier 2016, adressées au Secrétaire général et au Président du Conseil de sécurité par la Représentante permanente de la Colombie auprès de l’Organisation des Nations unies (S/2016/53) (adoptée le 30 octobre 2023)
- Résolution 2705 : La situation en Somalie (MANUSOM) (adoptée le 31 octobre 2023)
- Résolution 2706 : La situation en Bosnie-Herzégovine (adoptée le 2 novembre 2023)
- Résolution 2707 : La situation au Moyen-Orient (2140 Comité) (adoptée le 14 novembre 2023)
- Résolution 2708 : Rapports du Secrétaire général sur le Soudan et le Soudan du Sud (FISNUA) (adoptée le 14 novembre 2023)
- Résolution 2709 : La situation en République centrafricaine (MINUSCA) (adoptée le 15 novembre 2023)

## Résolutions 2710 à 2719
- Résolution 2710 : La situation en Somalie (adoptée le 15 novembre 2023)
- Résolution 2711 : La situation en Somalie (adoptée le 15 novembre 2023)
- Résolution 2712 : La situation au Moyen-Orient, y compris la question palestinienne (adoptée le 15 novembre 2023)
- Résolution 2713 : Paix et sécurité en Afrique (adoptée le 1er décembre 2023)
- Résolution 2714 : La situation en Somalie (adoptée le 1er décembre 2023)
- Résolution 2715 : Rapports du Secrétaire général sur le Soudan et le Soudan du Sud (MINUATS) (adoptée le 1er décembre 2023)
- Résolution 2716 : Menaces contre la paix et la sécurité internationales résultant d’actes de terrorisme (1988 Comité) (adoptée le 14 décembre 2023)
- Résolution 2717 : La situation concernant la République démocratique du Congo (MONUSCO) (adoptée le 19 décembre)
- Résolution 2718 : La situation au Moyen-Orient (FNUOD) (adoptée le 21 décembre 2023)
- Résolution 2719 : Coopération entre l’Organisation des Nations unies et les organisations régionales et sous-régionales aux fins du maintien de la paix et de la sécurité internationales (adoptée le 21 décembre 2023)

## Résolutions 2720 à 2721
- Résolution 2720 : La situation au Moyen-Orient, y compris la question palestinienne (adoptée le 22 décembre 2023)
- Résolution 2721 : La situation en Afghanistan (adoptée le 29 décembre 2023)